# Altos (Paraguay)
Altos es un distrito paraguayo situado al oeste del departamento de Cordillera. El casco urbano está asentado a unos 9 km al noreste del lago Ypacaraí. Se encuentra a 27 km de Caacupé y a 60 km de Asunción.

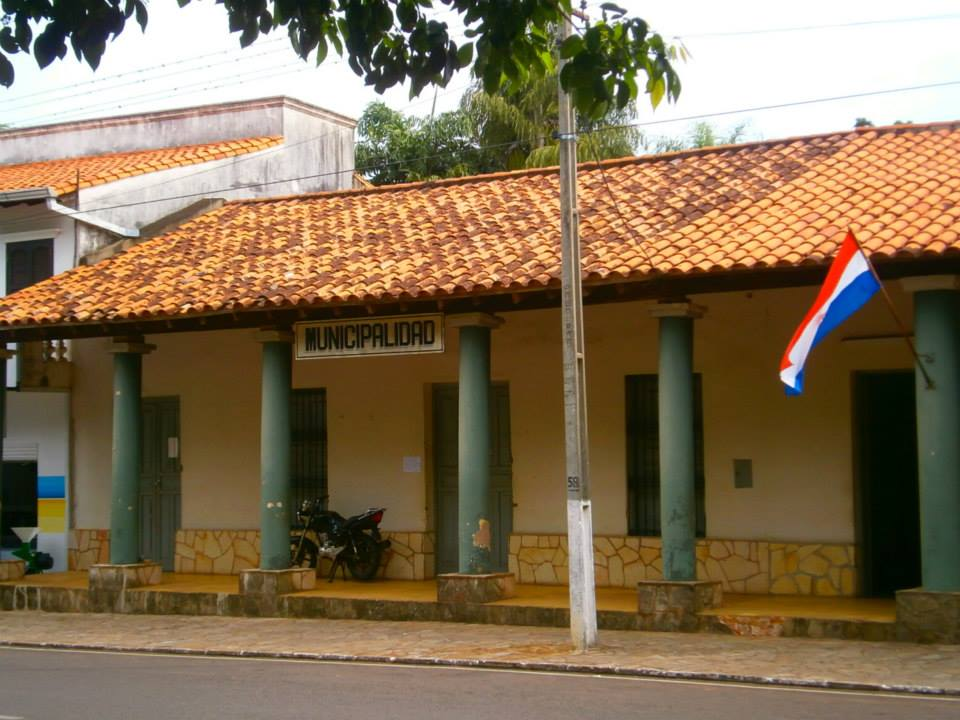
Edificio de la Municipalidad de Altos.

## Toponimia
Llamada más propiamente “Altos de Yvyturapé” y antiguamente “San Lorenzo de la Cordillera de los Altos del Yvyturapy” (o Yvyturapé, que en guaraní significa 'sendero del viento'). Altos es una de las ciudades más antiguas del Paraguay. Por su elevada altitud, se la conoce como la “Terraza del País”.

## Historia
Existen dos versiones sobre su fundación. Una, dice que fue fundada por Domingo Martínez de Irala, el 10 de agosto de 1538 y la otra, que fue fundada por fray Luis de Bolaños en 1580, como la primera reducción guaranítica del Río de la Plata y del Paraguay.
En el año 1879/80 llegaron los primeros colonos alemanes a Altos. En el año 1882 aproximadamente, se realizaron las primeras enseñanzas en alemán para los hijos de los inmigrantes alemanes en una casa privada.
El 9 de septiembre de 1893 se funda el Club Alemán Patria, cuyo edificio está a orillas de la Plaza de los Héroes.
En el año 1896 se inaugura el edificio propio de la Escuela Alemana Patria , cuyo edificio se encuentra al dorso del Templo de San Lorenzo. En el año 1926 se unieron la Escuela Alemana Patria, el Cementerio Alemán bajo la directiva del Club Alemán Patria, según consta en el libro Actas.
Los libros de Actas existen en su forma completa desde el año 1899, como también existen documentos sobre la fundación de la Sociedad Alemana Patria y la Escuela Patria. Según consta en un documento, la Escuela Patria fue fundada en 1888 como primera Escuela Alemana en Paraguay. Los Libros de Actas como documentos se encuentran en el Archivo de la Asociación Alemanes patria.
En 1945 fueron decomisados todos los bienes de la Sociedad Alemana por el Estado Paraguayo y se prohibieron las actividades dentro de las instituciones. En el año 1952 el presidente, Dr. Federico Chávez, visitó Altos, esta oportunidad lo aprovecharon los señores Otto Spindler, Federico Zichner, Hans Mehrwaldt y Bernhard Grimm, para solicitar la devolución de los bienes de la Sociedad Alemana, lo cual fue concedido por decreto que fue publicado el 17.11.1952 por el presidente.
En enero del año 1953 se reúne la Comisión Directiva bajo la presidencia de Otto Spindler para convocar a una Asamblea Extraordinaria. En febrero del año 1953, se realiza la Asamblea Extraordinaria en la que se decide reactivar la enseñanza en la Escuela y las actividades de la Sociedad Alemana. Otto Spindler fue elegido nuevamente Presidente. En 2008 la Sociedad Alemana Patria se transformó en Asociación Alemana Patria como lo exige la Ley para Entidades sin fines de lucro.
Cerca de la ciudad de Altos, a orillas del Arroyo Aguaí, ocurrió el accidente de avión en el que murió el mariscal José Félix Estigarribia. Se presume fue escondrijo del notorio científico médico nazi Josef Mengele, quien experimentaba en los campos de concentración nazis con niños, mujeres, etc. Mengele y su esposa Martha aparentemente volaron a Altos en 1959, después de que el gobierno de Alemania Occidental descubriera su domicilio en Buenos Aires, Argentina y recibiera un aviso para su arresto. Su mujer no se adaptó a su nueva vida y lo dejó. En 1960, entró en pánico ante el creciente interés en su captura el cazador de nazis y el secuestro de Adolf Eichmann, Mengele deja Altos para partir a Hohenau en el sur de Paraguay.

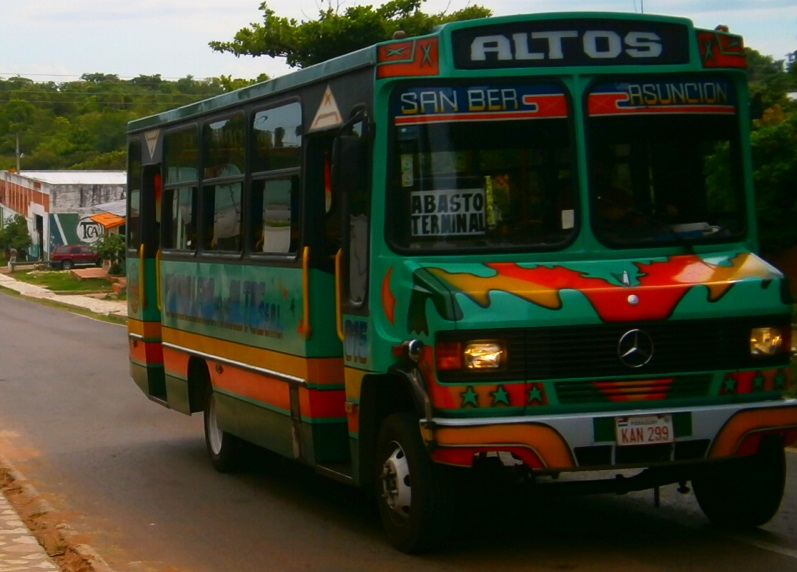
Colectivo de la empresa Cordillera de los Altos, a su paso por Altos.

## Geografía
El Arroyo Saldívar ubicado en una reserva natural de más de 4 ha, ubicada a 800 m del centro de la ciudad. La plaza de los Héroes está ubicada en el centro de la ciudad y cuenta con lapachos de más de cincuenta años.
El clima en el departamento de la Cordillera es templado y seco. La temperatura media es de 22 °C, la máxima en verano 39 °C y la mínima en invierno, 3 °C.

## Demografía

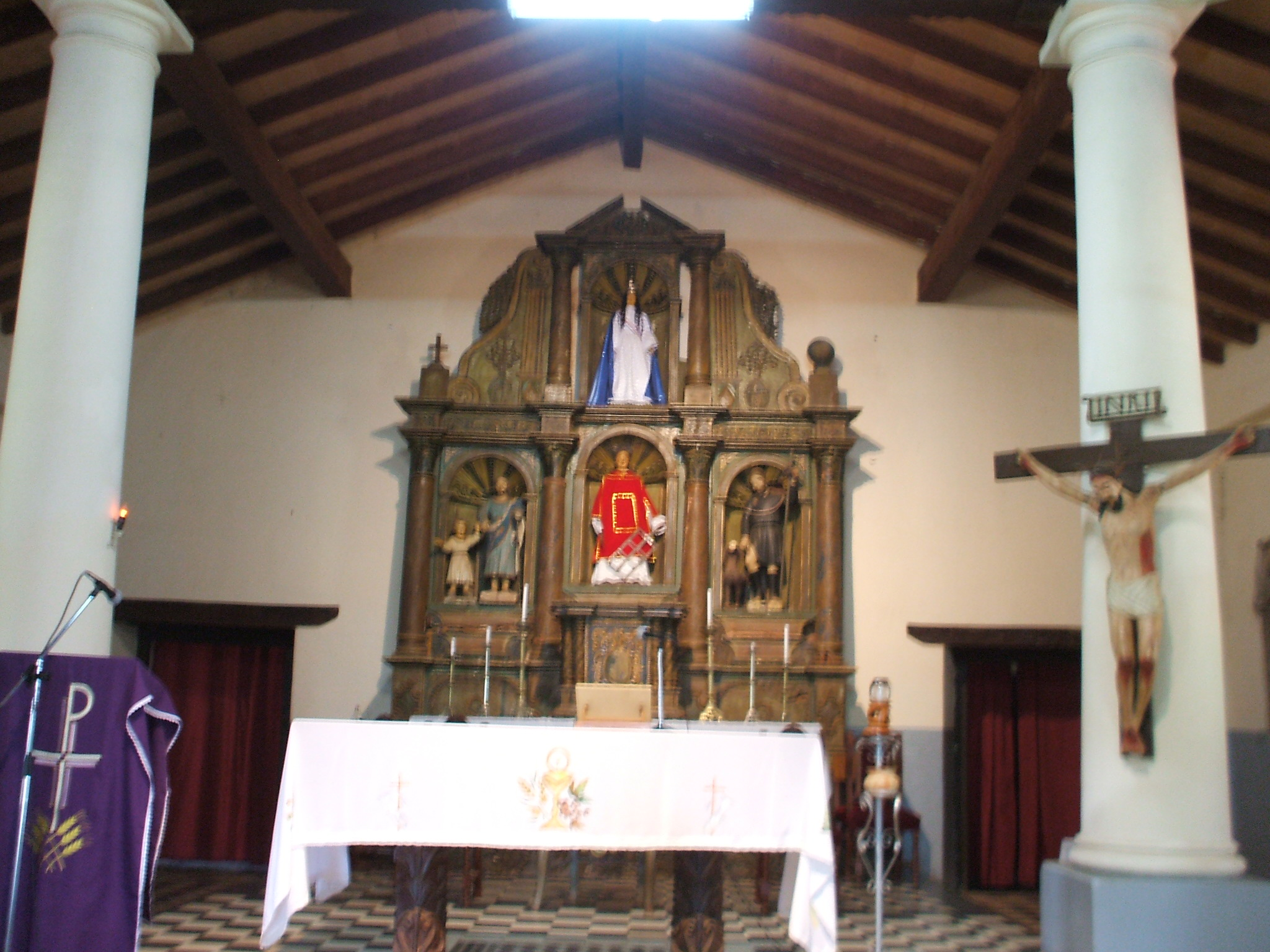
Atrio de la Iglesia de Altos

La ciudad ha experimentado varias migraciones de europeos, durante el siglo XX, en su mayoría alemanes. En la actualidad, Altos cuenta con 14 461 habitantes en total, según datos oficiales del censo paraguayo de 2022.
El casco urbano se divide en 4 barrios: Corazón de Jesús, Virgen del Rosario, Ma Auxiliadora, San Blás y Barrio Esperanza. Las siguientes compañías y parajes son: Ybu, Itaguazu, Itagazá, Poraru, Paso i Tape, Chochî, Yacaré, Itâý, Tucanguá Cañada, Tucanguá Cordillera, Aguara, Tajy Cañada. Colonia Francisco Acuña de Figueroa. 
Cabe destacar que de Altos, como uno de los primeros pueblos, surgieron nuevos distritos: San Bernardino en 1880, Nueva Colombia en 1955 y Loma Grande en 1973. Debido al crecimiento inmobiliario existen urbanizaciones próximas al casco Urbano, con alto desarrollo que hacen urgente una nueva distribución barrial y planificación catastral. Por otro lado barrios cerrados de Alto Standing como Aqua Village originan nuevos núcleos urbanos como Santa Librada Sur.

## Economía
Los pobladores de Altos se dedican a la producción de hierbas medicinales y café. Además, hay artesanías en madera liviana, cultivos de sandías y hortalizas, explotación de ganado vacuno. También se producen embutidos, razón por la cual a sus habitantes se los apoda como los choriceros..

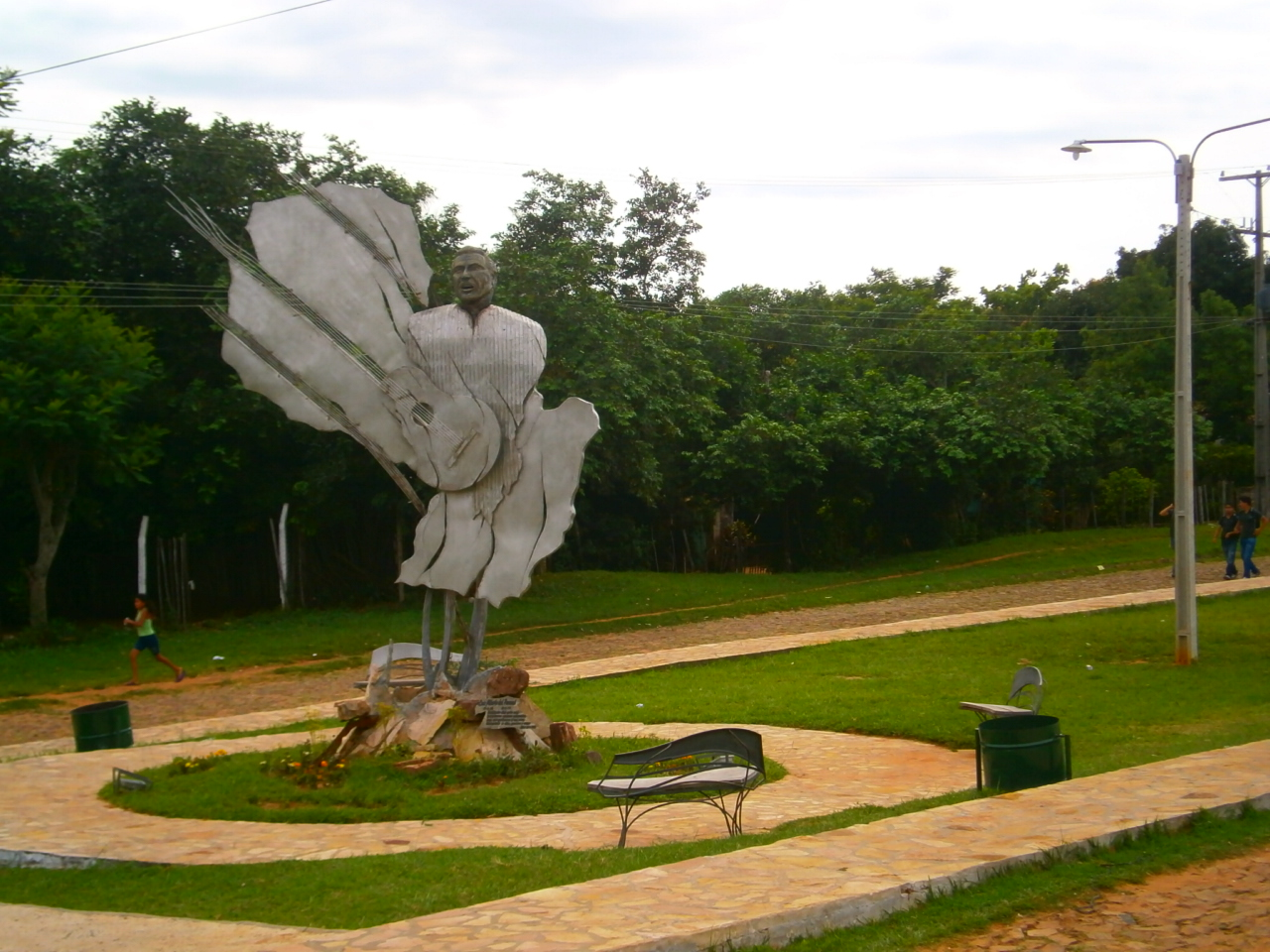
Monumento a José Asunción Flores, reconocido músico de fama internacional, nacido en Altos.

## Cultura
Altos es cuna del famoso Luis Alberto del Paraná, conocido internacionalmente, su casa aún se mantiene dentro del casco histórico de la ciudad. Recorrió con la música paraguaya por toda Europa, recibiendo importantes premios por sus discos.
La producción artesanal más importante es la talla de madera de timbó con formas de animales, seres mitológicos y máscaras, con colores intensos y llamativos. Las máscaras se hicieron famosas como “kamba ra´anga”, imagen del mulato, para las fiestas de San Pedro y San Pablo, el 28 y 29 de junio, esta fiesta se realiza en la compañía de Itaguazú, ubicada a 2 km de la ciudad de Altos. Es una importante fiesta de origen colonial con simulación de las batallas simuladas entre los kambá y los guaicurúes. Se disfrutan juegos y comidas típicas.